# Kovács Mór
Kovács Mór, Móric (Nagykároly, 1837. november 17. – Makó, 1884. január 27.) magyar színész, színigazgató.

## Életútja
Színpadra lépett 1852. március havában, Hetényi Józsefnél. Egy időben igazgató is volt. Fiatalabb éveiben jellemszerepeket játszott. Kitűnő memóriájáról híres volt a vidéki színészek körében. Megfordult az ország csaknem valamennyi színpadján, az 1860-as években Szegeden rendező volt. 32 évig működött a pályán. Utoljára Tóth Béla társulatának tagja volt. Elhunyt 1884. január 27-én, örök nyugalomra helyezték 1884. január 29-én a makói római katolikus sírkertben.
Első neje meghalt 1864. augusztus havában, Vácott. Második neje Budai Laura, jeles operett-énekesnő, meghalt 1871. október 5-én, Győrött. Harmadik neje meghalt 1894. október havában, a budai Szent János kórházban.

## Főbb szerepei
- Bercsényi (II. Rákóczi Ferenc fogsága)
- Harangozó (Notre Dame-i templom harangozója)
- Bricard (Frou-Frou)
- Rendőrfőnök (Női harc)

## Működési adatai
1850–57; Hetényi József, Csabai Pál; 1858: Veszprém; 1861 körül: Gárdonyi Antal; 1865: Szigeti Imre; 1870: Szeged; 1871: Bokody Antal, Völgyi György, Kocsisovszky Jusztin; 1872: Lászy Vilmos; 1873: Gerő Jakab, Mosonyi Károly; 1874: Aranyossy Gyula; 1879–81: Völgyi György; 1881-től: Tóth Béla.
Igazgatóként: 1869: Kecskemét; 1870: Eger, Jászberény, Gyöngyös; 1877: Békés, Nagykároly, Szatmár; 1878: Nagybánya, Máramarossziget, Nyíregyháza, Baja; 1879: Szekszárd, Bonyhád, Paks, Adony.